# Limpurg
La limpurg ou limpurger est une race bovine allemande.

## Origine
Elle fait partie des races blondes d'Allemagne, croisement du rameau pie rouge des montagnes et du rameau brun. Elle est originaire du Wurtemberg. Une race blonde y a été décrite dès le XVIIIe siècle. Une association des éleveurs a été créée en 1890. En 1938, on dénombrait 15 000 animaux, 5 000 en 1952 pour arriver à 300 vaches et dix taureaux aujourd'hui. Elle a été croisée avec la gelbvieh dans laquelle elle a été fondue. Il reste cependant quelques éleveurs qui conservent cette race pure. Elle a été inscrite en 2011 comme race de l'année à la liste des races menacées de la Gesellschaft zur Erhaltung alter und gefährdeter Haustierrassen.

## Morphologie
Elle porte une robe froment avec un éclaircissement de la partie arrière. Elle porte de courtes cornes en croissant et des muqueuses claires. 
C'est une race de taille moyenne, à l'ossature fine et moyennement musclée. La vache pèse 550 à 650 kg pour une taille au garrot de 135 cm ; le taureau pèse 1 000 à 1 100 kg pour 140 cm.

## Aptitudes
C'est une race classée mixte, mais sa production de 4 000 kg de lait par lactation est insuffisante face à la concurrence. Elle est donc aujourd'hui élevée préférentiellement pour sa viande, la capacité laitière favorisant une alimentation naturelle longue du veau.